# Posadzka
Posadzka – zewnętrzna, wierzchnia, ostatnia warstwa podłogi, będąca jej wykończeniem, często o charakterze dekoracyjnym.

## Rodzaje posadzek

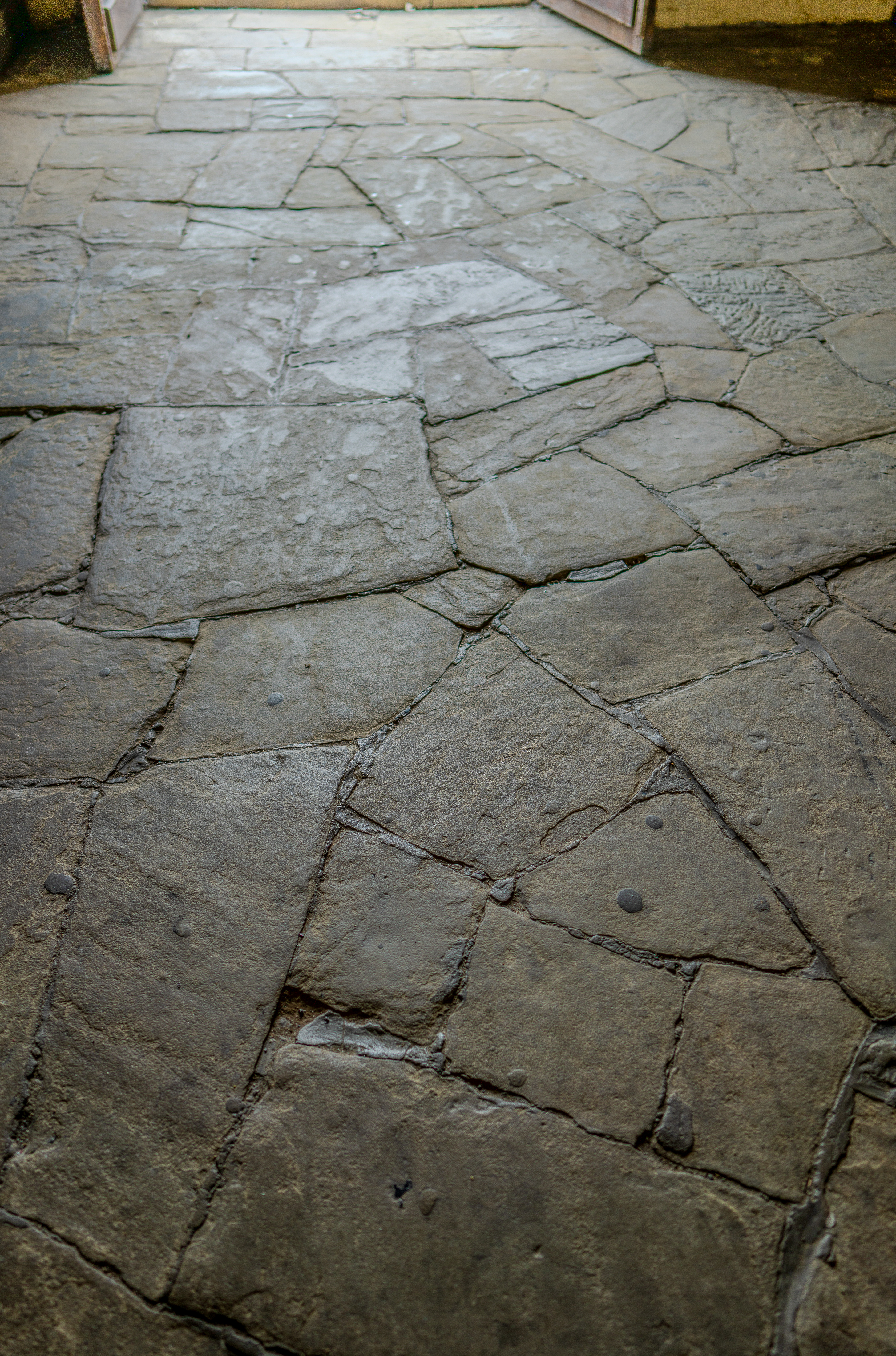
Posadzka kamienna

- posadzki bezspoinowe – wykonane z gliny, zaprawy cementowej, gipsowej, wapiennej, magnezjowej albo żywic, wykładzina dywanowa lub z tworzyw sztucznych;
- posadzki spoinowe – złożone z połączonych ze sobą elementów, np. płytek ceramicznych lub płyt kamiennych, desek drewnianych, paneli podłogowych itp.;
- posadzki mozaikowe – złożone z wielu, często wielobarwnych, drobnych elementów kamiennych lub ceramicznych (np. mozaika);
- posadzki żywiczne – wykonane z połączenia żywic epoksydowych, poliuretanowych lub metaakrylowych i kruszyw różnego rodzaju. Są zmywalne, szczelne, o wysokiej odporności na ścieranie. Dzięki zastosowaniu barwionych kruszyw granitu, marmuru lub piasku można uzyskać szeroką gamę kolorów.

## Posadzka przemysłowa

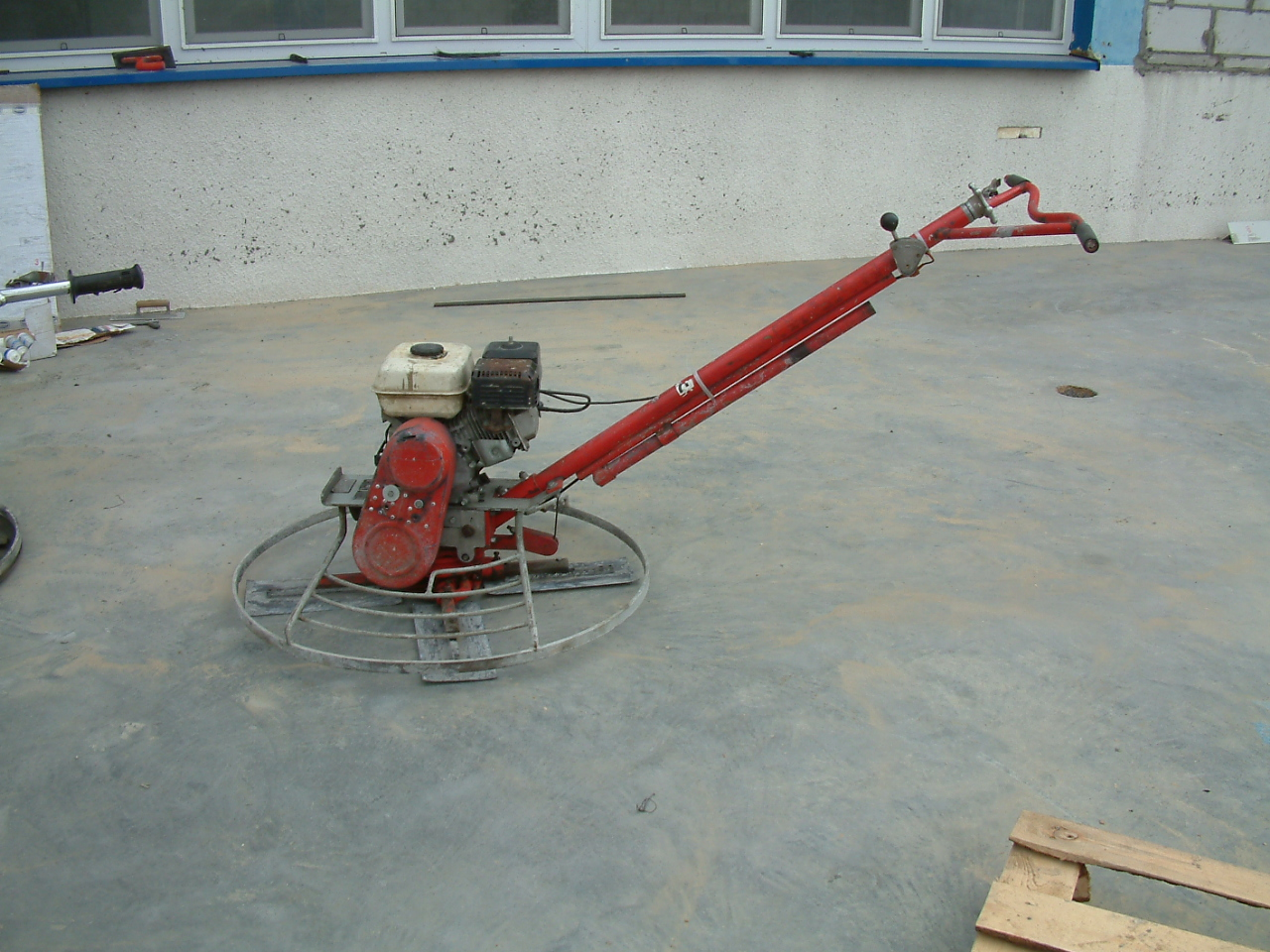
Mechaniczna zacieraczka do betonu używana podczas wykonywania np. posadzek przemysłowych

Konstrukcyjny element poziomy budynku. Posadzka w halach produkcyjnych, magazynach narażona jest na wiele różnych obciążeń związanych z:
- składowaniem na niej materiałów, produktów, czyli obciążenia pośrednie i bezpośrednie;
- pracą ustawionych na posadzce maszyn (niektóre maszyny ze względu na częstotliwość wysyłania drgań posiadają odrębne, zawsze oddzielone dylatacją fundamenty);
- jazdą wózków widłowych i innych środków transportu poruszających się w obrębie hali, często przewożących materiały, produkty itp.

Posadzka przemysłowa cechuje się dużą odpornością na ścieranie mechaniczne, może być wykonana w wersji gładkiej lub antypoślizgowej. Jest łatwa w utrzymaniu czystości. Posadzka epoksydowo-kwarcowa nie nasiąka wodą. Jest odporna na większość powszechnie stosowanych czynników chemicznych. Posadzka antyelektrostatyczna jest wyposażona w miedziane taśmy odprowadzające ładunki elektryczne.
Na posadzki działają ponadto różne czynniki związane z technologią produkcji: temperatura, kwasy, zasady, oleje itp. powodujące albo dodatkowe naprężenia (np. temperatura) albo stanowiące czynnik przyśpieszający zniszczenie posadzki.
Posadzki przemysłowe najczęściej wykonane są z żelbetu i betonu. Dawniej wykonywane były również z drewnianych kostek, cegły. Jako warstwę ochronną posadzki betonowej lub żelbetowej stosowane są okładziny (czyli posadzki) z płytek ceramicznych, powłoki z żywic chemoodpornych itp. Powłoki i okładziny jednocześnie poprawiają estetykę posadzki.